# Sturefors
Sturefors est une localité suédoise dans la commune de Linköping. On y trouve le château de Sturefors.